# Novi Đurđic
Novi Đurđic falu Horvátországban Kapronca-Kőrös megyében. Közigazgatásilag Kőröshöz tartozik.

## Fekvése
Kőröstől 6 km-re délkeletre fekszik.

## Története
Lakosságát 1953-ban számlálták meg először, ekkor 222-en lakták. 
2001-ben 149 lakosa volt.